# Bad Laer
Bad Laer – uzdrowiskowa gmina samodzielna (niem. Einheitsgemeinde) w Niemczech, w kraju związkowym Dolna Saksonia, w powiecie Osnabrück.